# April in Paris (Film)
April in Paris ist ein US-amerikanisches Filmmusical von David Butler aus dem Jahr 1952.

## Handlung
Der Diplomat Winthrop Putnam versendet aus Versehen zwei Briefe an zwei falsche Adressaten. So erhält die Revuetänzerin Ethel „Dynamite“ Jackson eine Einladung als Delegierte von Amerika, zur Teilnahme an einem Kunstfestival in Paris. Als die Presse davon erfährt, wird dies zur großen Story. Ethel darf aufgrund der Einladung mit Putnam und weiteren Vertretern der Vereinigten Staaten die Schiffsreise nach Paris machen. Für Jackson ist die Fahrt alles andere als ein Vergnügen, da das Treffen der Delegierten sehr steif ist. Sie freundet sich mit dem Franzosen François an, der während der Überfahrt als Steward sein Geld verdient. Am letzten Abend bietet sich François als Abendbegleitung von Jackson an, aber auch Putnam will ihr dieses Anliegen unterbreiten, da er von ihr fasziniert ist.

## Hintergrund
Der Film wurde von der Produktionsfirma Warner Bros. fertiggestellt und später vertrieben. Das Filmmusical wurde in einem Seitenverhältnis von 1,37:1 auf einem 35-mm-Film aufgenommen. Die Filmaufnahmen entstanden in den Warner Bros. Filmstudios in Burbank, Kalifornien.
Die im Film verwendeten Songs stammten von Sammy Cahn (Text) und Vernon Duke (Musik). Musikalischer Leiter war Ray Heindorf, die Vokal-Arrangements stammten von Norman Luboff.
Der Film feierte am 24. Dezember 1952 in New York City seine Premiere. In Westdeutschland lief der Film am 1. Januar und in Österreich im März 1954 in den Kinos an.

## Rezeption
Eine „anspruchlose Musicalverfilmung“ urteilte Bosley Crowther von der New York Times über April in Paris. Das Lexikon des internationalen Films resümiert: „Ein liebenswürdiges, gelegentlich ironisch eingefärbtes Nichts an Handlung, garniert mit Revueszenen.“